# Posłowie na Sejm Polskiej Rzeczypospolitej Ludowej III kadencji
Posłowie na Sejm Polskiej Rzeczypospolitej Ludowej III kadencji zostali wybrani podczas wyborów parlamentarnych, które odbyły się w dniu 16 kwietnia 1961.
Pierwsze posiedzenie odbyło się 15 maja 1961, a ostatnie, 32. – 29, 30 i 31 marca 1965. Kadencja Sejmu trwała od 16 kwietnia 1961 do 16 kwietnia 1965.
Kluby i koła na pierwszym posiedzeniu Sejmu III kadencji i stan na koniec kadencji.
| \| Ugrupowanie polityczne \| Ugrupowanie polityczne \| IV 1961 \| IV 1965 \| +/– \| \| ---------------------- \| ---------------------------------------- \| ------- \| ------- \| --- \| \| \| Polska Zjednoczona Partia Robotnicza \| 256 \| 244 \| 12 \| \| \| Zjednoczone Stronnictwo Ludowe \| 117 \| 115 \| 2 \| \| \| Stronnictwo Demokratyczne \| 39 \| 38 \| 1 \| \| \| Znak \| 5 \| 5 \| \| \| \| Chrześcijańskie Stowarzyszenie Społeczne \| 3 \| 3 \| \| \| \| Stowarzyszenie „Pax” \| 3 \| 3 \| \| \| \| Niestowarzyszeni[a] \| 37 \| 36 \| 1 \| \| Razem \| Razem \| 460 \| 444 \| 444 \| | Podział 460 mandatów: PZPR: 256 ZSL: 117 SD: 39 Pozostali: 48 |         |         |     |
| Ugrupowanie polityczne | Ugrupowanie polityczne                                        | IV 1961 | IV 1965 | +/– |
| | Polska Zjednoczona Partia Robotnicza                          | 256     | 244     | 12  |
| | Zjednoczone Stronnictwo Ludowe                                | 117     | 115     | 2   |
| | Stronnictwo Demokratyczne                                     | 39      | 38      | 1   |
| | Znak                                                          | 5       | 5       |     |
| | Chrześcijańskie Stowarzyszenie Społeczne                      | 3       | 3       |     |
| | Stowarzyszenie „Pax”                                          | 3       | 3       |     |
| | Niestowarzyszeni                                              | 37      | 36      | 1   |
| Razem | Razem                                                         | 460     | 444     | 444 |

## Prezydium Sejmu III kadencji
| Poseł                                                               | Poseł            | Funkcja             | Klub                                        | Czas pełnienia funkcji | Czas pełnienia funkcji | Czas pełnienia funkcji |
| Poseł                                                               | Poseł            | Funkcja             | Klub                                        | Od                     | Do                     |                        |
| ------------------------------------------------------------------- | ---------------- | ------------------- | ------------------------------------------- | ---------------------- | ---------------------- | ---------------------- |
|                                                                     | Bolesław Drobner | Marszałek senior    | KP Polskiej Zjednoczonej Partii Robotniczej | 15 maja 1961(dts)      | 15 maja 1961(dts)      |                        |
| Marszałek senior przewodniczy obradom Sejmu przed wyborem Prezydium |                  |                     |                                             |                        |                        |                        |
|                                                                     | Czesław Wycech   | Marszałek Sejmu     | KP Zjednoczonego Stronnictwa Ludowego       | 15 maja 1961(dts)      | 16 kwietnia 1965(dts)  |                        |
|                                                                     | Zenon Kliszko    | Wicemarszałek Sejmu | KP Polskiej Zjednoczonej Partii Robotniczej | 15 maja 1961(dts)      | 16 kwietnia 1965(dts)  |                        |
|                                                                     | Jan Wende        | Wicemarszałek Sejmu | KP Stronnictwa Demokratycznego              | 15 maja 1961(dts)      | 16 kwietnia 1965(dts)  |                        |

## Przynależność klubowa

### Stan na koniec kadencji
Posłowie III kadencji zrzeszeni byli w następujących klubach i kołach poselskich:
- Klub Poselski Polskiej Zjednoczonej Partii Robotniczej – 244 posłów, przewodniczący klubu Zenon Kliszko[2],
- Klub Poselski Zjednoczonego Stronnictwa Ludowego – 115 posłów, przewodniczący klubu Bolesław Podedworny[2],
- Klub Poselski Stronnictwa Demokratycznego – 38 posłów, przewodniczący klubu Jerzy Jodłowski[2],
- Koło Poselskie Znak – 5 posłów, przewodniczący koła Stanisław Stomma[2],
- Koło Posłów Chrześcijańskiego Stowarzyszenia Społecznego – 3 posłów, przewodniczący koła Jan Frankowski[2]
- Koło Poselskie PAX – 3 posłów, przewodniczący koła Jerzy Hagmajer[2],
- Posłowie bezpartyjni – 36 posłów[2].

| Klub Poselski Polskiej Zjednoczonej Partii Robotniczej | Klub Poselski Polskiej Zjednoczonej Partii Robotniczej | Klub Poselski Polskiej Zjednoczonej Partii Robotniczej | Klub Poselski Polskiej Zjednoczonej Partii Robotniczej |
| --- | --- | --- | --- |
| | | | |
| - Władysław Adamczyk - Zenon Adamczyk - Władysław Adamiec - Eugeniusz Ajnenkiel - Jerzy Albrecht - Zofia Als-Iwańska - Marian Antczak - Maria Augustyn - Paweł Badura - Metodiusz Bartnik - Władysław Bieńkowski - Franciszek Blinowski - Mieczysław Bodalski - Józefa Boehm - Jan Borowczyk - Leon Brudziński - Piotr Brzóska - Władysław Budzik - Andrzej Burda - Aleksander Burski - Michał Chwiej - Stefan Cichosz - Józef Ciupek - Bronisława Cychańska - Józef Cyrankiewicz - Paweł Dąbek - Konstanty Dąbrowski - Witold Dąbrowski - Janina Doliwa-Taborska - Jerzy Domiński - Wit Drapich - Bolesław Drobner - Teofil Fleischer - Marianna Fornalczyk - Jan Frey-Bielecki - Zdzisław Furmanek - Jan Furmaniak - Piotr Gajewski - Jan Gałązka - Teresa Gąsiorkiewicz - Tadeusz Gede - Janina Geller - Zbigniew Gertych - Edward Gierek - Teofil Głowacki - Władysław Gomułka - Kazimierz Graczyk - Edward Graliński - Zofia Grzebisz - Józef Grzecznarowski - Tadeusz Gutowski - Ryszard Hajduk - Wincenty Hajduk - Henryk Hałas - Wit Hanke - Stanisław Hasiak - Jan Hebda - Mieczysław Hebda - Stanisław Heidner - Ryszard Hill - Maria Hulajew | - Bolesław Iwaszkiewicz - Jan Izydorczyk - Henryk Jabłoński - Mieczysław Jagielski - Jan Jagodziński - Zbigniew Jakus - Tadeusz Janczyk - Włodzimierz Janiurek - Witold Jarosiński - Piotr Jaroszewicz - Wojciech Jaruzelski - Helena Jaworska - Marian Jaworski - Stanisław Jędras - Stefan Jędrychowski - Stefan Jędryszczak - Stanisław Juchnicki - Jadwiga Juszczyńska - Zdzisław Kaczmarczyk - Stefan Kamiński - Ludwik Karolczak - Jan Kasiak - Leon Kasman - Józef Kieszczyński - Jan Klecha - Zenon Kliszko - Stanisław Klusek - Stanisław Kołodziński - Zdzisława Konieczna - Grzegorz Korczyński - Henryk Korotyński - Jan Kościelniak - Kazimierz Kotwica - Edmund Kowalski - Władysław Kozdra - Wincenty Kraśko - Stanisław Krauss - Władysław Kruczek - Ryszard Kubalewski - Walenty Kubica - Jan Kulas - Józef Kulesza - Antoni Kuligowski - Józef Kuropieska - Stanisław Kurowski - Alfred Kusiak - Stanisław Kuziński - Kazimierz Kwiatkowski - Józef Kwietniewski - Oskar Lange - Ignacy Loga-Sowiński - Arkadiusz Łaszewicz - Teresa Łukaszczyk - Władysław Machejek - Józef Macichowski - Zbigniew Macura - Juliusz Malewski - Mieczysław Marzec - Władysław Matwin - Władysław Matys - Oskar Mędrzak | - Eugenia Mikłaszewicz - Jan Mirek - Marian Miśkiewicz - Jan Mitręga - Mieczysław Moczar - Jerzy Morawski - Lucjan Motyka - Kazimierz Mroczkowski - Alicja Musiałowa - Józef Nagórzański - Ryszard Nieszporek - Tadeusz Nocuń - Roman Nowak - Zenon Nowak - Tadeusz Nowakowski - Kazimierz Nowicki - Edward Ochab - Jan Olszewski - Jerzy Olszewski - Józef Olszewski - Stanisław Opałko - Władysław Orlewski - Stanisław Osiński - Bronisław Ostapczuk - Jan Ozga - Adam Palczak - Władysław Pawlak - Zdzisław Piętka - Anna Piotrowska - Ernest Pischinger - Marian Pluta - Jan Polski - Ryszard Pospieszyński - Stanisław Prüfer - Bogusław Przeczek - Edmund Pszczółkowski - Jan Ptasiński - Adam Rapacki - Marian Renke - Wacław Rózga - Maksym Rudczyk - Bolesław Rumiński - Edward Ruszkowski - Marian Rybicki - Jan Sabik - Ludwik Sanetra - Balbina Semczuk - Maria Serafiniuk - Stefan Siekierski - Aleksy Sieradzki - Henryk Skowron - Jan Słabiak - Marianna Sołtyszewska - Michał Specjał - Józef Spychalski - Marian Spychalski - Roman Stachoń - Artur Starewicz - Eugeniusz Stawiński - Ryszard Strzelecki - Edmund Stuczyński | - Zdzisław Studziński - Henryk Szafrański - Franciszek Szałach - Franciszek Szczerbal - Wilhelm Szewczyk - Jan Szostak - Jerzy Sztachelski - Edmund Szumigała - Anna Szumiłowska - Jan Szydlak - Józef Szymański - Władysław Szymczak - Eugeniusz Szyr - Kazimierz Śliwa - Jan Śmigiel - Michalina Tatarkówna-Majkowska - Józef Tejchma - Walenty Titkow - Julian Tokarski - Stanisław Tomaszewski - Józef Trojok - Ryszard Trzcionka - Mieczysław Trześniak - Wacław Tułodziecki - Tadeusz Uchwat - Stanisław Ulicki - Tadeusz Urban - Jerzy Urbański - Zbigniew Uzar - Franciszek Wachowicz - Karol Waduła - Stanisław Wais - Antoni Walaszek - Stanisław Walendowski - Franciszek Waniołka - Paweł Warchoł - Jan Warzecha - Julianna Wasilewska - Jan Wasilkowski - Andrzej Werblan - Bolesław Wicenty - Florian Wichłacz - Feliks Widy-Wirski - Tadeusz Wieczorek - Lucjan Wiśniewski - Szczepan Włodarczak - Jan Wojak - Paweł Wojas - Józef Wołek - Michał Woźniak - Edward Zachajkiewicz - Celina Zadurska - Zofia Zakrzewska - Roman Zambrowski - Janusz Zarzycki - Stanisława Zawadecka - Stanisław Ziarkiewicz - Stanisław Zieliński - Jerzy Ziętek - Edward Żebrowski - Stefan Żółkiewski |
| Klub Poselski Zjednoczonego Stronnictwa Ludowego | | | |
| | | | |
| - Wincenty Aleksiejczuk - Antoni Andreasik - Kazimierz Banach - Józef Baron - Roman Bartkiewicz - Leon Biliński - Alojzy Biłko - Gertruda Brawańska - Czesław Burski - Władysław Cabaj - Halina Ciesielska - Stanisław Cieślak - Józef Ciuba - Jan Dąb-Kocioł - Maria Dąbrowska - Helena Dąbska - Franciszek Depa - Adam Dominikowski - Bronisław Drzewiecki - Edward Duda - Szymon Dziedzic - Władysław Fołta - Marcin Galek - Władysław Gawlik - Franciszek Gesing - Mieczysław Grad - Franciszek Grochalski - Stanisław Gucwa - Julia Hołdakowska | - Julian Horodecki - Czesław Hudowicz - Stefan Ignar - Tadeusz Ilczuk - Władysław Jagusztyn - Ludwika Jakubowska - Leon Janczak - Mieczysław Janisławski - Tadeusz Jędruch - Edwarda Kaczor - Julian Kadlof - Jan Kaj - Bogusław Kajdas - Kazimierz Kaniuga - Wawrzyniec Karaś - Stanisław Karpiński - Ignacy Konkolewski - Andrzej Korczak - Antoni Korzycki - Władysław Kosmowski - Roch Kostrzewa - Teresa Król - Janina Kubani - Aleksander Kubicki - Łukasz Kumor - Sylwester Leczykiewicz - Józef Lempkowski - Maria Lipka - Bolesław Łęczycki | - Ferdynand Łukaszek - Franciszek Maj - Kazimierz Maj - Tadeusz Makowski - Tomasz Malinowski - Helena Martyka - Wojciech Mazurek - Franciszek Mleczko - Franciszek Morański - Franciszek Murawski - Konstanty Nadratowski - Władysław Najdek - Józef Noga - Leon Olszewski - Józef Olszyński - Bronisław Owsianik - Józef Ozga-Michalski - Władysław Ozga - Mieczysław Paczkowski - Władysław Piątkowski - Helena Piereśko - Bolesław Podedworny - Leon Poniedziałek - Mieczysław Porzuczek - Walter Późny - Stanisław Romanowski - Antoni Rybak - Jan Ryznar - Tadeusz Rześniowiecki | - Czesław Sadowski - Aleksander Schmidt - Jan Schneider - Hieronima Sikorska - Tadeusz Sitek - Feliks Starzec - Ludomir Stasiak - Tadeusz Stefaniak - Zbigniew Strzemiecki - Wanda Sułek - Piotr Szymanek - Franciszek Śliwa - Jan Śliwa - Władysław Tarabasz - Tadeusz Toczek - Zdzisław Tomal - Władysław Tomala - Łucja Tomaszewska - Józef Trzaska - Bronisław Warowny - Jan Wiensek - Tadeusz Wilk - Waldemar Winkiel - Józef Wroniak - Czesław Wycech - Marian Wyka - Marian Wysokiński - Zygmunt Załęski |
| Klub Poselski Stronnictwa Demokratycznego | | | |
| | | | |
| - Andrzej Benesz - Stanisława Biskupska - Adam Bugajski - Ryszard Burchacki - Leon Chajn - Stanisław Chlebda - Józef Czapski - Paweł Dubiel - Waleria Fegler - Tadeusz Gierzyński | - Michał Grendys - Leonard Hohensee - Stanisław Janeczek - Julian Jaworski - Leon Jezierski - Jerzy Jodłowski - Stanisław Kaliszewski - Maria Kamińska - Józef Kaszewski - Jan Kowal | - Eugenia Krassowska-Jodłowska - Stanisław Kulczyński - Witold Lassota - Włodzimierz Lechowicz - Zygmunt Olczak - Józef Piskorski - Jan Pohorski - Józef Raźny - Aleksander Rozmiarek - Jan Serafin | - Zdzisław Siedlewski - Zofia Stypułkowska - Czesław Szczepaniak - Edmund Ujma - Jan Wende - Zygmunt Wierzyński - Aleksander Wyrobek - Stanisław Zajączek |
| Koło Posłów Znak | | | |
| | | | |
| - Stefan Kisielewski - Konstanty Łubieński | - Tadeusz Mazowiecki | - Stanisław Stomma | - Jerzy Zawieyski |
| Koło Posłów Chrześcijańskiego Stowarzyszenia Społecznego | | | |
| | | | |
| - Zygmunt Filipowicz | - Jan Frankowski | - Janusz Makowski | |
| Koło Poselskie PAX | | | |
| | | | |
| - Andrzej Grabski | - Jerzy Hagmajer | - Józef Knapik | |
| Posłowie bezpartyjni | | | |
| | | | |
| - Jan Augustyn - Remigiusz Bierzanek - Jerzy Bukowski - Edmund Domerecki - Magdalena Dubiel - Marian Dudek - Stefan Gołębiowski - Józef Górczyński - Maria Honkowicz | - Jerzy Hryniewiecki - Jarosław Iwaszkiewicz - Jerzy Jabłkiewicz - Franciszek Jakszewicz - Bronisław Juźków - Wacław Kiełczewski - Kazimierz Kopecki - Jacek Koraszewski - Kazimierz Król | - Eleonora Kunik - Wiesława Lenartowicz - Leon Lendzion - Rufina Ludwiczak - Bolesława Maciejewska - Lucyna Malczewska - Łucja Matuszewska - Konstanty Morawski - Zygmunt Piątkowski | - Maria Piechotka - Paweł Pytel - Klemens Schroeder - Wiktoria Sienkiewicz - Olga Szwałkiewicz - Maria Świątkowska - Janina Tyrna - Franciszek Wasążnik - Emanuel Wysocki |

### Posłowie, których mandat wygasł w trakcie III kadencji (16 posłów)
| Poseł                 | Poseł                     | Data wygaśnięcia mandatu | Przyczyna                    | Następca                     | Następca                     |
| --------------------- | ------------------------- | ------------------------ | ---------------------------- | ---------------------------- | ---------------------------- |
|                       | Jan Napora                | 4 sierpnia 1961(dts)     | śmierć                       |                              | mandat pozostał nieobsadzony |
|                       | Władysław Gniewkowski     | 16 czerwca 1962(dts)     | śmierć                       | mandat pozostał nieobsadzony |                              |
| Leon Kruczkowski      | 1 sierpnia 1962(dts)      | śmierć                   | mandat pozostał nieobsadzony |                              |                              |
|                       | Marek Kwiek               | 19 grudnia 1962(dts)     | śmierć                       | mandat pozostał nieobsadzony |                              |
|                       | Piotr Pacosz              | 28 stycznia 1963(dts)    | śmierć                       | mandat pozostał nieobsadzony |                              |
|                       | Stanisław Miłostan        | 1 lipca 1963(dts)        | śmierć                       | mandat pozostał nieobsadzony |                              |
| Władysław Wilk        | 15 października 1963(dts) | śmierć                   | mandat pozostał nieobsadzony |                              |                              |
| Józef Kwiatek         | 9 lutego 1964(dts)        | śmierć                   | mandat pozostał nieobsadzony |                              |                              |
| Władysław Bartkiewicz | 12 lutego 1964(dts)       | śmierć                   | mandat pozostał nieobsadzony |                              |                              |
| Ostap Dłuski          | 12 lutego 1964(dts)       | śmierć                   | mandat pozostał nieobsadzony |                              |                              |
| Stanisław Żarek       | 10 marca 1964(dts)        | śmierć                   | mandat pozostał nieobsadzony |                              |                              |
| Czesław Wójtowicz     | 22 kwietnia 1964(dts)     | śmierć                   | mandat pozostał nieobsadzony |                              |                              |
|                       | Kazimierz Lepszy          | 30 maja 1964(dts)        | śmierć                       | mandat pozostał nieobsadzony |                              |
|                       | Franciszek Bartoszek      | 2 maja 1964(dts)         | śmierć                       | mandat pozostał nieobsadzony |                              |
| Maria Rodak           | 10 lipca 1964(dts)        | śmierć                   | mandat pozostał nieobsadzony |                              |                              |
| Aleksander Zawadzki   | 7 sierpnia 1964(dts)      | śmierć                   | mandat pozostał nieobsadzony |                              |                              |